# Erwin Reinhardt
Erwin Reinhardt (* 10. September 1914; † unbekannt) war ein deutscher Fußballspieler, der als langjähriger Aktiver des Hamburger SV in der Gauliga Nordmark (1937, 1938, 1939, 1941) und der Oberliga Nord (1948, 1949) den damaligen Meistermannschaften der „Rothosen“ angehörte.

## Laufbahn

### Vor und während des Zweiten Weltkriegs, bis 1945
Zur Runde 1934/35 kam der knapp 20-jährige Mittelläufer Erwin Reinhardt vom SV Harburg zum Hamburger SV. Den ersten Meisterschaftsgewinn in der Gauliga Nordmark mit dem HSV erlebte der Defensivspieler in der Runde 1936/37. In den Jahren 1938, 1939 und 1941 folgten drei weitere Titelgewinne. In den Endrunden um die deutsche Meisterschaft belegte er mit den „Rothosen“ drei Mal (1937 bis 1939) den vierten Rang. Gemeinsam mit den Mannschaftskollegen Walter Warning, Richard Dörfel, Herbert Holdt, Werner Höffmann, Siegfried Jessen, Eugen Kahl, Erwin Seeler, Friedo Dörfel, Rudolf Noack und Gustav Carstens repräsentierte Reinhardt in diesen Jahren den Fußball „Marke Hamburger SV“.
Mit der Gauauswahl Nordmark gewann er 1937/38 nach Erfolgen gegen Pommern, Niederrhein, im Halbfinale mit 3:0 gegen Baden – für Baden spielten in der Offensive die drei Internationalen Otto Siffling, Kurt Langenbein, Karl Striebinger – und im Endspiel am 6. März 1938 in Erfurt mit 3:1 Toren gegen den Südwesten – Wilhelm Sold, Jakob Eckert, Josef Fath – den Wettbewerb des Reichsbundpokals. Die HSV-Spieler Warning, Richard Dörfel, Reinhardt, Höffmann, Noack und Carstens wurden dabei durch Otto Lüdecke, Hans Rohde, Wilhelm Ahlers und Herbert Panse vom Eimsbütteler TV sowie auf der linken Außenläuferposition von dem noch 1937/38 bei SC Victoria Hamburg spielenden Erwin Seeler unterstützt. In allen vier Wettbewerbsspielen hatte Erwin Reinhardt als Mittelläufer die Defensive der siegreichen Gauligaauswahl Nordmark dirigiert.
Durch die Umstände des Zweiten Weltkriegs konnte er in den Kriegsrunden 1941/42 bis 1944/45 – nur 1943/44 ist ein Einsatz notiert – nicht mehr am Spielbetrieb des Hamburger SV teilnehmen.

### Stadtliga Hamburg und Fußball-Oberliga Nord, 1945 bis 1951
Nach dem Ende des Zweiten Weltkriegs gehörte er von der Runde 1945/46 an – Stadtliga Hamburg – bis 1948/49 – Fußball-Oberliga Nord –, wieder der Stammbesetzung der „Rothosen“ an. Beim Gewinn der Stadtmeisterschaft 1946 mit 22:2 Punkten und 75:11 Toren hatte der Mittelläufer in elf Spielen mitgewirkt. Als Vizemeister lag der FC St. Pauli nur einen Zähler dahinter und stellte in den nächsten Jahren die herausragende sportliche Konkurrenz der Mannschaft vom Rothenbaum dar. Im Dreikampf an der Spitze setzte sich 1947 die Elf vom Millerntor durch, knapp vor Concordia sicherte sich der HSV die Vizemeisterschaft. Reinhardt hatte dabei in 27 Spielen die Abwehr vor Torhüter Walter Warning dirigiert. Die „Wundermannschaft“ vom Millerntor verzichtete auf die Teilnahme zur Ausspielung um die Britische Zonenmeisterschaft und so spielte sich die immer besser findende HSV-Elf mit Erfolgen über den VfB Lübeck, FC Schalke 04 (zwei Spiele; das Wiederholungsspiel gewann der HSV in Schalke mit 2:0 Toren), im Halbfinale gegen Rot-Weiß Oberhausen in das Finale am 13. Juli 1947 in Düsseldorf gegen Borussia Dortmund. Garant des 1:0-Erfolges der Mannschaft von Trainer Hans Tauchert war wie schon in den Spielen zuvor die sicher agierende Defensive des HSV mit Torhüter Warning, dem Verteidigerpaar Richard Dörfel und Holdt, sowie der Läuferreihe mit Heinz Werner, Reinhardt und Erwin Seeler.
In den zwei folgenden Runden, 1947/48 und 1948/49, rangierten jeweils der Hamburger SV und St. Pauli punktgleich an der Tabellenspitze. Reinhardt und Kollegen setzten sich in den jeweiligen Entscheidungsspielen um die Meisterschaft mit 2:1 (1948) beziehungsweise 5:3 (1949) Toren durch. Nach Erfolgen über den SV Hamborn 07, TSV Braunschweig und im Finale gegen den Dauerkonkurrenten St. Pauli wurde auch im Jahr 1948 erneut die Britische Zonenmeisterschaft errungen. In den Endrundenspielen um die deutsche Fußballmeisterschaft dagegen konnte sich die HSV-Mannschaft nicht gegen TuS Neuendorf (1948) und den VfR Mannheim (1949) behaupten und schied jeweils in der ersten Runde aus. Der zuverlässige Stopper hatte in beiden Runden insgesamt 21 Ligaspiele absolviert und beim letzten Hinrundenspiel 1948/49 einen Jochbeinbruch erlitten. Am 17. Oktober 1948 wurde die Leistung des HSV-Abwehrrecken durch seinen Einsatz in der NFV-Auswahl im Repräsentativspiel in Nürnberg gegen Süddeutschland gewürdigt. Von 1937 bis 1949 hatte Reinhardt für den Hamburger SV in 29 Endrundenspielen um die deutsche Meisterschaft mitgewirkt.
Den Abschluss seiner langjährigen Spielerlaufbahn bildeten die zwei folgenden Spieljahre 1949/50 und 1950/51 in der Oberliga Nord, die er für Concordia Hamburg absolvierte. In der ersten Saison erreichte er an der Seite der Mitspieler Herbert Dannemann, Werner Heitkamp und Kurt Hinsch mit „Cordi“ den sechsten Rang. Dies war die beste Oberligaplatzierung in der Vereinsgeschichte der Schwarz-Roten Marienthaler. Reinhardt war in 28 Ligaspielen im Einsatz gewesen und die zwei Erfolge gegen den Vizemeister St. Pauli krönten die Runde. Im Sommer 1951 beendete er nach weiteren 27 Oberligaeinsätzen, knapp vor seinem 37. Geburtstag stehend, seine Spielerlaufbahn als Vertragsspieler.
Nach dem Ende seiner Aktivenzeit war er im norddeutschen Raum als Trainer tätig. Er sprang erstmals bei Concordia von März 1952 bis Juni 1952 ein und versuchte auch ab Januar 1953 die Mannschaft vom Sportplatz Marienthal vor dem Abstieg aus der Oberliga zu bewahren. Nach dem Abstieg betreute er „Cordi“ von 1953 bis 1956 in der Amateurliga Hamburg, ehe er in der Saison 1957/58 mit Phönix Lübeck nochmals in der Fußball-Oberliga Nord als Trainer im Einsatz war.